# بيل نيل (لاعب كرة قدم أمريكية)
بيل نيل (بالإنجليزية: Bill Neill)‏ هو لاعب كرة قدم أمريكية أمريكي، ولد في 15 مارس 1959 في نوريستاون ‏ في الولايات المتحدة.

## وصلات خارجية
- بيل نيل على موقع مرجع كرة القدم المحترفة.كوم (الإنجليزية)